# Leptobrachium hasseltii
A Leptobrachium hasseltii a kétéltűek (Amphibia) osztályába és  a békák (Anura) rendjébe, ezen belül a csücskösásóbéka-félék (Megophryidae) családjába tartozó faj.

## Előfordulása
Indonézia és a Fülöp-szigetek területén honos.
|  |  |

## Külső hivatkozás
- Képek az interneten a fajról